# Костел Пресвятого Серця Господа Ісуса (Лисівці)
Костел Пресвятого Серця Господа Ісуса в Лисівцях — культова споруда, парафіяльний римо-католицький храм у селі Лисівцях Тернопільської области України.

## Відомості
Віряни Лисівців належали до парафії Пресвятої Трійці в Товстому. У 1885 році їх чисельність становила шість сотень, а через два роки, 1887 року тут коштом місцевих власників Зигемберг-Орловських завершили спорудження мурованого філіального костелу. 1906 року в Лисівцях було засновано самостійну парафію (спочатку — експозитуру). У 1907 році храм освятили під титулом Пресвятого Серця Ісуса. У міжвоєнний період парафія в Лисівцях, чисельність якої перевищила тисячу вірних, охоплювала також села Капустинці, Шершенівку та Шипівці, кожне з яких мало свою філіальну святиню.
У 194?-200? роках закритий костел у Лисівцях використовували як колгоспну комору. Нині храм відбудовується. Лисівці обслуговують отці-домініканці (орден Братів Проповідників) із парафії Матері Божої Святого Розарію у Чорткові.